# Карл Слотта
Карл Генріх Слотта (12 травня 1895, Бреслау,  Німеччина — 17 липня 1987, Корал-Ґейблз, Флорида) — біохімік, що
відкрив прогестерон та встановив його зв'язок із овуляцією, що дало поштовх до розробки протизаплідних таблеток.

## Життя
Слотта брав участь у I світовій війні. Після війни він розпочав свої дослідження гормонів у хімічному інституті в Бреслау (Німеччина) під керівництвом професора Людвіга Френкеля. Слотта отримав ступінь доктора філософії з хімії в Університет Бреслау в 1923 році, де він виявив, що метформін зменшує концентрацію глюкози в крові у кроликів Він продовжив аспірантську роботу в університеті під керівництвом професора Френкеля.
У 1933 році Слотта був першим, або ж одним з перших, хто виділив та ідентифікував прогестерон (за це право змагаються чотири окремі науково-дослідні лабораторії).
У 1934 році він запропонував правильну структурну формулу для гормону. Працюючи в Інституті хімії Університету Відня, Слотта синтезував сполуки, аналогічні рослинному екстракту з французького бузку, що використовується для лікування симптомів діабету. Синтетичні препарати виявилися менш токсичними і більш потужними, ніж попередні рослинні продукти.
У 1935 році Слотта був призначений професором хімії, але під час підйому націонал-соціалістичного режиму був звільнений з займаної посади, ставши одним з легіону німецьких вчених, «переміщених» з боку нацистів. Внаслідок ескалації переслідування у 1935 році він покинув Німеччину зі своєю сім'єю та переїхав на проживання до Бразилії. У Бразилії Слотта працював спочатку у галузі хімії кави, з якої за допомогою бобової олії він екстрагував речовину, названу ним «кафестол», котра мала естрогенні властивості. В результаті європейські фармацевтичні компанії прагнули дублювати цю роботу, в надії створити стероїдний статевий гормон з такої поширеної та недорогої сировини. Хоч проект виявився невдалим, та Слотта був відзначений і запрошений в Інститут Бутантан — бразильський біомедичний дослідний центр у Сан-Паулу, котрий належав Державному департаменту охорони здоров'я і був розташований неподалік від кампусу Університету Сан-Паулу. У 1935 році він був призначений директором цього хімічного інституту. У першу чергу інститут займається виробництвом протиотрути для лікування місцевих фермерів. Проте згодом Інститут провів ряд фундаментальних і прикладних біомедичних досліджень у багатьох областях, в тому числі у галузі молекулярної біології, імунології і епідеміології. Центр має навчальну програму магістра в співробітництві з іншими установами, в галузі біотехнології та інфектології, з науково-дослідними лабораторіями, виробничими підрозділами та спеціалізованою бібліотекою.
Слотта вивчав медичні застосування зміїної отрути. У 1938 році Слотта і його швагер Хайнц Френкель-Конрат виділили кротоксин з отрути гримучої змії, перший зміїний токсин, що був виділений у кристалічній формі. Їхні дослідження свідчать про те, що токсичність rhjnjrcbye була викликана його руйнуючим впливом на ліпіди нервів. Згодом він став одним із засновників біофармацевтичної компанії.
3 травня 1948 року Слотта вирушив з порту Сантус (Бразилія) на борту теплохода S.S. Аргентина та прибув до Нью-Йорка 17 травня 1948 року, разом зі своєю дружиною Маєю та дочкою. Подальшу свою долю вони пов'язали із Берклі, штат Каліфорнія, куди раніше переїхав на постійне проживання брат Маї Гайнц.
Після переїзду в Маямі зі своєю сім'єю у 1956 році Слотта безуспішно шукав спосіб лікування поліомієліту за допомогою зміїної отрути
Слотта виділяє найбільш осно́вний поліпептид з отрути кобри, відомий як прямий літичний фактор, і з Джеймсом Віком визначили його як кардіотоксин.
У 1956 році Слотта був призначений професором досліджень біохімії в Університеті Маямі, штат Флорида.
30 березня 1961 року Слотта став натуралізованим громадянином США.
Він виявив жіночий гормон прогестерон, а також його зв'язок з овуляцією. Його дослідження по прогестерону призвела до розвитку протизаплідних пігулок

## Сім'я
16 липня 1927 року Карл Слотта одружився з Маєю Френкель, доктором філософії, дочкою професора Людвіга Френкеля (1870—1951 р.р.) і Лілі Конрат, в Бреслау, Німеччина.
Людвіг Френкель був відомим лікарем-гінекологом і медичним дослідником в Бреслау, Німеччина. Мая була економісткою, талановитою піаністкою, авторкою статті, опублікованої у 1928 році під назвою Zur Frage der psychotechnischen Eignungsprüfung für den Chemikerberuf (До питання про психотехнічні здатності до професії хіміка).
Пара познайомилася через роботу Слотта з професором Френкелем.
Мая до одруження працювала на Психотехнічний Інститут у Бреслау (Psychotechnisches Institute beim Berufsami der Stadt Breslau). Її власна кар'єра як дослідниці була значною мірою занедбана після народження двох дітей.
Після імміграції в США, у 1956 році вона була однією з перших організаторів медичного факультету Дружини медичного фонду кредитування студентів, створеного під егідою медичного факультету Асоціації Університету Маямі. Надання коштів і допомога студентам-медикам стала основним зусиллям групи. Проєкт з тих пір виріс в успішну стипендію Фонду. Мая відновила свої дослідження після зростання її дітей і була співавторкою дослідження 1961 року з питання Вплив аеропортів на економіку Південно-східної Флориди, опублікованому Університетом Бюро Маямі з ділових і економічних досліджень.